# Accident d'un Learjet 35 dans le Dakota du Sud
Le 25 octobre 1999, un Learjet 35 de la compagnie aérienne privée SunJet Aviation, qui assurait la liaison entre Orlando, en Floride, et Dallas, au Texas, a subi une perte de la pressurisation en cabine au début du vol, alors qu'il montait à son altitude assignée en pilote automatique, et les six personnes à bord ont été frappées d'hypoxie et ont rapidement perdue connaissance. 
L'avion a continué à monter au-delà de son altitude assignée, déviant de son plan de vol initial et cessant toute communication radio avec les contrôleurs aériens, et a continué sa route vers le nord-ouest, survolant le sud et le centre-ouest des États-Unis pendant près de quatre heures et sur plus de 2 400 kilomètres. 
Le contact ayant été rapidement perdu par les contrôleurs aériens, l'armée américaine envoie plusieurs chasseurs F-16 pour intercepter le jet privé. Les chasseurs confirmèrent l'inactivité à bord de l'appareil, ainsi que la présence de condensation dans le poste de pilotage et la cabine. L'avion finit par tomber à court de kérosène au-dessus du Dakota du Sud et s'écrase dans un champ près d'Aberdeen, après une descente incontrôlée en vrille, tuant les six personnes à bord.

## Passagers et équipage
À bord se trouvait le célèbre joueur de golf de la PGA Tour, Payne Stewart, ainsi que son agent et ancien quarterback chez les Crimson Tide de l'Alabama, Robert Fraley, le président de l'agence de gestion sportive Leader Enterprises, Van Ardan, et Bruce Borland, un architecte de Nicklaus Design (en), une société spécialisée dans la conception de terrains de golf. 
Payne Stewart devait se rendre à Houston pour le Tour Championship de 1999, mais il avait prévu un arrêt à Dallas pour des discussions avec le département des sports de son alma mater, l'Université méthodiste du Sud (SMU), au sujet de la construction d'un nouveau parcours pour le programme de golf de l'université.
En plus de Payne Stewart et de ses trois associés, il y avait deux pilotes à bord :
- Le commandant de bord Michael Kling (42 ans) était titulaire d'un certificat de pilote de ligne et de qualifications de type sur Boeing 707, Boeing 737 et Learjet 35. Il avait également de l'expérience dans l'armée de l'air, notamment sur le Boeing KC-135 Stratotanker et le Boeing E-3 Sentry. Kling était également pilote instructeur sur le KC-135E dans la Garde nationale aérienne du Maine. Selon les registres de Sunjet Aviation,  il avait cumulé un total de 4 280 heures de vol (militaires et commerciales). Il avait effectué un total de 60 heures de vol chez Sunjet, dont 38 en tant que commandant de bord sur Learjet et 22 en tant que copilote sur Learjet.

- La copilote, Stephanie Bellegarrigue (27 ans), était titulaire d'un certificat de pilote commercial et de qualifications de type pour Learjet 35 et Cessna Citation 500. Elle était également instructrice de vol certifiée. Elle avait cumulé un total de 1 751 heures de vol, dont 251 heures chez Sunjet Aviation, en tant que copilote, et 99 heures en tant que copilote sur Learjet.

## Enquête

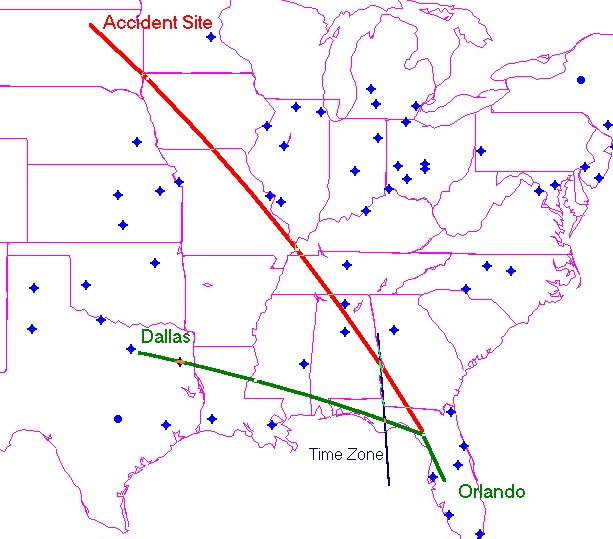
Carte indiquant l'itinéraire suivi par l'appareil (en rouge) et l'itinéraire prévu ce jour-la (en vert).

Le Conseil national de la sécurité des transports (NTSB) a déterminé que la cause probable de cet accident est l'incapacité des membres de l'équipage à recevoir de l'oxygène supplémentaire, à la suite d'une perte de pressurisation dans la cabine, pour des raisons indéterminées.

Le NTSB a ajouté un commentaire concernant les raisons possibles pour lesquelles l’équipage n’a pas obtenu d’oxygène supplémentaire :

« Après la dépressurisation, les pilotes n'ont pas reçu d'oxygène supplémentaire suffisamment longtemps et/ou à une concentration adéquate pour éviter l'hypoxie et la perte de conscience. L'épave indiquait que le régulateur de pression/robinet d'arrêt de la bouteille d'oxygène était ouvert lors du vol. De plus, bien qu'un connecteur de tuyau du masque à oxygène des pilotes ait été retrouvé dans l'épave déconnecté de son réceptacle, l'autre connecteur n'ayant pas été récupéré, les dommages causés au connecteur récupéré et aux deux réceptacles étaient cohérents avec le fait que les deux masques étaient connectés au système d'alimentation en oxygène de l'avion au moment de l'impact final. De plus, les deux microphones dans les masques à oxygène du cockpit ont été retrouvés branchés sur leurs prises respectives. Par conséquent, en supposant que la bouteille d'oxygène contenait une quantité suffisante d'oxygène, de l'oxygène supplémentaire aurait dû être disponible pour les deux pilotes.
La possibilité que les pilotes n’aient pas reçu d’oxygène lors de cette urgence s’explique par le fait que leur capacité à réfléchir et à agir de manière décisive a été altérée par l’hypoxie avant qu’ils ne puissent enfiler leur masque à oxygène. Il n’existe aucune preuve définitive indiquant la vitesse à laquelle la cabine du Learjet 35 s'est dépressurisée ; par conséquent, les enquêteurs ont évalué que la dépressurisation a été rapide et progressive.
S'il y avait eu une brèche dans le fuselage (même une petite brèche qui n'aurait pas pu être détectée visuellement par les pilotes militaires en vol) ou une défaillance des joints, la cabine aurait pu se dépressuriser progressivement, rapidement, voire de manière explosive. Des recherches ont montré qu'une période de seulement 8 secondes sans oxygène supplémentaire après une dépressurisation rapide à environ 30 000 pieds (9 100 m) peut provoquer une baisse de la saturation en oxygène qui peut considérablement altérer les capacités cognitives et augmenter le temps nécessaire pour accomplir des tâches complexes.
Une décompression plus progressive aurait pu être due à d'autres causes possibles, comme une fuite plus petite dans le fuselage ou une vanne de régulation de débit fermée. Les tests ont déterminé qu'une vanne de régulation de débit fermée provoquerait une dépressurisation complète de l'avion, jusqu'à ce qu'il atteigne son altitude de croisière, sur une période de plusieurs minutes. Cependant, sans oxygène supplémentaire, des effets néfastes importants sur les capacités cognitives et motrices auraient été attendus peu après la première indication claire de décompression (l'alarme d'altitude cabine), lorsque l'altitude de l'avion a atteint 10 000 pieds (3 000 m) (ce qui aurait pu se produire en environ 30 secondes).
Les enquêtes sur d'autres accidents dans lesquels les équipages ont tenté de diagnostiquer un problème de pressurisation ou de déclencher une pressurisation d'urgence au lieu de mettre immédiatement des masques à oxygène après une alerte d'altitude cabine ont révélé que, même avec un rythme de dépressurisation relativement progressif, les pilotes ont rapidement perdu les capacités cognitives ou motrices nécessaires pour résoudre efficacement le problème ou pour mettre leurs masques peu de temps après. Dans cet accident, l'incapacité de l'équipage à obtenir de l'oxygène supplémentaire à temps pour éviter l'incapacité pourrait s'expliquer par un retard dans la mise en place des masques à oxygène ; de quelques secondes seulement dans le cas d'une décompression explosive ou rapide, ou un délai légèrement plus long dans le cas d'une décompression progressive.
En résumé, les enquêteurs n’ont pas été en mesure de déterminer pourquoi l’équipage n’a pas pu ou n’a pas reçu d’oxygène supplémentaire dans un délai suffisant et/ou à une concentration adéquate pour éviter l’hypoxie et la perte de connaissance. »

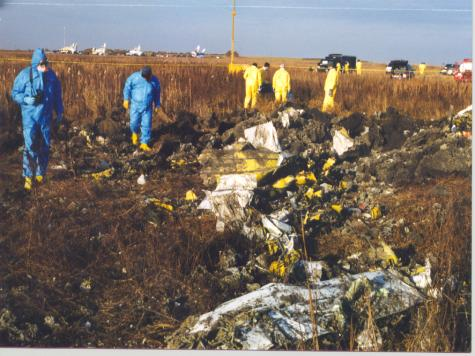
Photo du site du crash du Learjet 35.

Le rapport final du NTSB montré que l'avion avait subi plusieurs interventions de maintenance, liées au système de pressurisation de la cabine, dans les mois précédant l'accident. Le NTSB n'a pas été en mesure de déterminer si ces interventions provenaient d'un problème commun : les remplacements et les réparations ont été documentés, mais pas les rapports d'anomalies des pilotes qui les ont motivés, ni la fréquence de ces rapports. 
Le rapport a également critiqué Sunjet Aviation pour la possibilité que cela aurait rendu le problème plus difficile à identifier, à suivre et à résoudre, ainsi que pour le fait que dans au moins un cas, l'avion a volé avec un report de maintenance non autorisé pour des problèmes de pressurisation dans la cabine.

## Médias
L'accident est raconté dans un épisode de la série documentaire Air Crash nommé « Silence de mort » (saison 16 - épisode 1).